# Careproctus parini
Careproctus parini és una espècie de peix pertanyent a la família dels lipàrids.

## Descripció
- Fa 20,3 cm de llargària màxima.
- Nombre de vèrtebres: 46-47.[5][6]

## Hàbitat
És un peix marí i batidemersal que viu entre 750 i 1.116 m de fondària.

## Distribució geogràfica
Es troba a Xile i les illes Shetland del Sud.

## Observacions
És inofensiu per als humans.